# Lu Wenchao
Lu Wenchao (chinesisch 盧文弨 / 卢文弨, Pinyin Lú Wénchāo, W.-G. Lu Wen-ch’ao; zi: Shaogong 召弓, hao: Jiyu 矶渔, ein anderer Name: Qingzhai 檠斋, auch populär Meister Baojing 抱经先生 genannt; geboren 1717; gestorben 1795) war ein konfuzianischer Gelehrter in der Zeit der Qing-Dynastie.

## Leben und Werk
Lu stammte aus Yuyao in der Provinz Zhejiang. Er verbrachte die meiste Zeit seines Lebens mit dem Vergleichen von Texten und der Herausgabe konfuzianischer Klassiker, machte Notizen von den Unterschieden und druckte die gesammelten und korrigierten Texte, wie z. B. das Buch von Meister Meng (Mengzi), Buch von Meister Xun (Xunzi), Frühling und Herbst des Lü Buwei (Lüshi chunqiu) und Chunqiu fanlu. Er war einer der Meister der Han-Gelehrsamkeit (漢學 / 汉学,  Hànxué,  Han-hsüeh) der Zeit der Qing-Dynastie. Zu seinen eigenen Werken zählen Gesammelte Schriften der Baojing-Halle (Baojingtang wenji 抱经堂文集) und Detaillierte Zusammenstellung von Kommentaren zu den Zeremonien und Ritualen (Yili zhushu xiangjiao 仪礼注疏详校).
Die meisten seiner Schriften sind im Sammelwerk Baojingtang congshu (抱经堂丛书,  Pao-tsing-tang tsung-shu) enthalten.
Im Nachschlagewerk Hanyu da zidian (HYDZD) beispielsweise wurden seine Schriften relativ häufig herangezogen.

## Schriften
Angaben nach der HYDZD-Bibliographie
- Lu Wenchao 卢文弨: Baojingtang wenji 抱经堂文集 (Sibu congkan yingyin yuan keben 四部丛刊影印原刻本)
- Lu Wenchao 卢文弨: Zhongshan zhaji 钟山札记 (Baojingtang congshu 抱经堂丛书)
- Lu Wenchao 卢文弨: Longcheng zhaji 龙城札记 (Baojingtang congshu 抱经堂丛书)

Untersuchungen u. a. zu folgenden Werken:
- Jia Yi 贾谊 : Xinshu 新书 – Lu Wenchao jiaoben 卢文弨校本, Baojingtang congshu 抱经堂丛书
- Huan Tan 桓谭: Xinlun 新论 (Wenjingtang congshu 问经堂丛书) – Lu Wenchao: Xinlun jiaozheng 新论校正 (Baojingtang congshu 抱经堂丛书)
- Yang Xiong 扬雄 : Youxuan shizhe jue dai yu shi bieguo fangyan 輶轩使者绝代语释别国方言 / Fangyan 方言:  Lu Wenchao mit Ding Jie 丁杰 (jiao 校): Fangyan 方言>> (Baojingtang congshu 抱经堂丛书本)
- Ban Gu 班固: Baihu tong de lun 白虎通德论 / Baihu tong 白虎通 – Lu Wenchao: Baihu tong 白虎通 (Baojingtang congshu 抱经堂丛书)
- Xun Yue 荀悦 : Shenjian 申鉴  – Lu Wenchao: Shenjian jiaozheng 申鉴校正 (Baojingtang congshu 抱经堂丛书)
- Fan Ye 范晔: Hou Hanshu 后汉书 – Lu Wenchao: Xu Hanshu zhi zhubu jiaozheng 续汉书志注补校正 (Baojingtang congshu 抱经堂丛书)
- Wei Shou 魏收: Weishu 魏书  – Lu Wenchao: Weishu jiaobu 魏书校补 (Baojingtang congshu 抱经堂丛书)
- Liu Zhou 刘昼:  Xinlun 新论 – Lu Wenchao: Liuzi jiaozheng 刘子校正 (Baojingtang congshu 抱经堂丛书)
- Fang Xuanling 房玄龄 : Jinshu 晋书 – Lu Wenchao: Jinshu jiaozheng 晋书校正 (Qunshu shibu 群书拾补)
- Bai Juyi 白居易:  Baishi Changqing ji 白氏长庆集 – Lu Wenchao: Baishi wenji jiaozheng 白氏文集校正 (Baojingtang congshu 抱经堂丛书)
- Yuan Zhen 元稹: Yuanshi Changqing ji 元氏长庆集 – Lu Wenchao: Yuan Weizhi wenji jiaobu 元微之文集校补 (Baojingtang congshu 抱经堂丛书)
- Tuo Tuo 脱脱: Jinshi 金史 – Lu Wenchao: Jinshi butuo 金史补脱 (Qunshu Shibu 群书拾补)